# Scrivo
Scrivo è un album musicale, il quinto della cantautrice Mariella Nava pubblicato nel 1994 dalla BMG Ariola in concomitanza con la quinta partecipazione al Festival di Sanremo con la canzone Terra mia, che si classifica all'11º posto e vince il premio "Volare", consegnato direttamente da Domenico Modugno.
Prima dell'album, nel 1993, viene pubblicato il singolo Salvati amore, uscito anche in commercio, che presenta, come seconda traccia, Un bacio e le relative versioni karaoke.

## Tracce
Testi e musiche di Mariella Nava.
1. Terra mia
2. Le sbarre
3. Rimani
4. Sposa
5. Se fossi nata là
6. Vieni a Limerick
7. Lezioni
8. Dove sei dove sei
9. Odio su tela
10. Salvati amore
11. Un bacio
12. Chiamalo entusiasmo
13. La notte del circo
14. Non guardarmi

## Formazione
- Mariella Nava – voce e cori, pianoforte e tastiera
- Fabrizio Cesare – tastiera e programmazione
- Francesco Puglisi – basso
- Toto Torquati, Geoff Westley – pianoforte
- Roberto Guarino – tastiera, programmazione e chitarra
- Gianni Trevisani – batteria
- Lutte Berg – chitarra elettrica, saz, chitarra battente
- Antonello Salis – fisarmonica
- Luis Bacalov – tastiera e pianoforte
- Leonardo Vulpitta – percussioni, cori, timpani, darabuka, congas, udu, berimbau
- Simone Salza – sassofono soprano e contralto, clarinetto, cori,
- Stefania Labate, Carmelo Labate, Marco Manusso, Roberto Davini, Maria Grazia Annesi – cori